# Вальдрада Сицилийская
Вальдрада Сицилийская (итал. Valdrada di Sicilia; ум. около 1252), — догаресса Венеции, жена дожа Якопо Тьеполо (пр. 1229—1249).
Родившаяся не позднее 1194 года Вальдрада была младшей дочерью короля Сицилии Танкреда и Сибиллы Ачерры. Её отец умер в 1194 году, а брат был свергнут позднее в том же году Генрихом VI, императором Священной Римской Империи, который также захватил Констанцу, её мать и двух сестёр.
Вальдрада вышла замуж за дожа в 1242 году, после смерти его бывшей догарессы Марии Сторлато в 1240 году. Это замужество имело то же значение, что и более ранний брак её сестры Констанцы, которая была замужем за предшественником мужа Вальдрады на посту дожа, служа подтверждением Венецианского договора между Сицилией и Венецией.
Её королевский статус и «демонстрация королевского ранга» при венецианском дворе, как предполагается, повлияли на обнародование так называемого закона «Promissione», который был принят в 1242 году и в котором говорилось, что дож не является исполнительным главой государства, а только исполнителем приказов совета, и ему больше не нужно отдавать излишние почести, а также, что ни догаресса, ни кто-либо из её родственников не должны были получать какую-либо общественную должность или властное положение. Отныне им также не позволялось содержать двор или дом с более 25 свободных слуг и 25 рабов.
Догаресса Вальдрада описывалась как властная женщина, по слухам, имевшая большой контроль над своим мужем и делами Венеции:
«здравый смысл и представление о жизни позволили ей сразу же взять на себя неоспоримый контроль над действиями своего супруга, каким бы сильным он ни был. Как и её сестра, вдовствующая догаресса Костанца, она была фурией, в значении сильной личности; и она следовала по стопам своей сестры, управляя не только своим мужем, но и подчиняя своей воле всех, с кем ей приходилось соприкасаться».
После отставки Якопо в начале 1249 года Вальдрада жила с ним в его частной резиденции в Сант-Агостино, в Сан-Поло. Он умер 19 июля 1249 года. По некоторым данным, она умерла три года спустя.
Согласно некоторым утверждениям, у Вальдрады было двое маленьких детей. Точность этого утверждения сомнительна, так как во время её брака с дожем ей было уже далеко за сорок.